# Oribatula divida
Oribatula divida är en kvalsterart som beskrevs av Sandór Mahunka 1987. Oribatula divida ingår i släktet Oribatula och familjen Oribatulidae. Inga underarter finns listade i Catalogue of Life.